# Fase de Classificació de la Copa del Món de Rugbi 1991-Amèrica
A la zona americana es disputaven tres places per la Copa del Món de Rugbi de 1991. Tan sols tres seleccions s'hi van inscriure Argentina, Canadà i Estats Units, per tant les tres estaven classificades de facto. Tot i així el torneig es va disputar.

## Torneig de qualificació
Classificació final
| Equip        | Jugats | Guanyats | Empatats | Perduts | A favor | En contra | Diferència | Punts |
| ------------ | ------ | -------- | -------- | ------- | ------- | --------- | ---------- | ----- |
| Canadà       | 4      | 3        | 0        | 1       | 67      | 38        | +29        | 10    |
| Argentina    | 4      | 2        | 0        | 2       | 57      | 46        | +11        | 8     |
| Estats Units | 4      | 1        | 0        | 3       | 29      | 69        | –40        | 6     |
| Match Results          | Match Results | Match Results | Match Results | Match Results                          |
| Data                   | Local         | Resultat      | Visitant      | Localització                           |
| ---------------------- | ------------- | ------------- | ------------- | -------------------------------------- |
| 23 de setembre de 1989 | Canadà        | 21 - 3        | Estats Units  | Stanley Park, Toronto                  |
| 8 de novembre de 1989  | Argentina     | 23 - 6        | Estats Units  | Estadio José Amalfitani, Buenos Aires  |
| 30 de març de 1990     | Canadà        | 15 - 6        | Argentina     | Burnaby Lake Sports Complex, Vancouver |
| 7 d'abril de 1990      | Estats Units  | 6 - 13        | Argentina     | Santa Barbara, EUA                     |
| 9 de juny de 1990      | Estats Units  | 14 - 12       | Canadà        | Chief Stealth, Seattle                 |
| 16 de juny de 1990     | Argentina     | 15 - 19       | Canadà        | Estadio José Amalfitani, Buenos Aires  |